# Вікторія (кронпринцеса Швеції)
Кронпринце́са Вікто́рія І́нгрід Алі́са Дезіре́ (швед. Victoria Ingrid Alice Désirée, Kronprinsessan Victoria, Sveriges kronprinsessa, hertiginna av Västergötland; нар. 14 липня 1977, Стокгольм, Швеція) — спадкоємиця шведського престолу, дочка короля Швеції Карла XVI Густава та королеви Сільвії, старша сестра принца Карла Філіпа і принцеси Мадлен. Вікторія після конституційної реформи 1980 року, що змінило порядок престолонаслідування, стала спадкоємною принцесою Швеції — кронпринцесою.

## Життєпис
Народилася 14 липня 1977 в госпіталі Каролінського університету в передмісті Стокгольму — Сульне, і була першою дитиною у родині короля Швеції Карла XVI Густафа і королеви Сільвії.
Народилася як принцеса Швеції, але після набуття чинності конституційної поправки, 1 січня 1980, була призначена кронпринцесою, випередивши свого молодшого брата, принца Карла Філіпа.
Іменини принцеси відзначаються 12 березня, а в день народження, 14 липня, обов'язково піднімається державний прапор.
Була охрещена в королівській церкві Швеції 27 вересня 1977. Її хрещеними батьками стали король Норвегії Гаральд V, дядько по материнській лінії її родоводу Ральф Зоммерлат, королева Нідерландів Беатрікс та її тітка княгиня Дезіре, баронеса Сілфлайшелд.
Вікторія носить титул «Її королівська високість кронпринцеса Швеції» (швед. Ers (Eders) Kunglig höghet). По лінії свого батька, який є троюрідним братом королеви Єлизавети II, вона так само є спадкоємицею британського престолу і в черговості спадкування трону Співдружності Націй перебуває на 205 місці.

## Освіта
Закінчила початкову школу та гімназію в 1996. Після того протягом року (1996—1997) вона навчалася в Західному католицькому університеті в Анже (Франція) і восени 1997 узяла участь у спеціальній програмі, що набирає студентів для подальшої роботи в парламенті Швеції, де вона ознайомилася зі структурою економіки Швеції, принципом національного та місцевого устрою та отримала знання, необхідні для роботи у сфері європейської політики.
У 1998—2000 мешкала в США, де вона вивчала різні предмети в Єльському університеті (Нью-Гейвен, штат Коннектикут).
У травні 1999 пройшла стажування у шведському посольстві у Вашингтоні (округ Колумбія).
У 2000 проходила курс навчання в Шведському національному соборному коледжі за програмою врегулювання світових конфліктів і організації миротворчої діяльності. В цей час вона часто з'являється на офіційних державних візитах, що є частиною її майбутнього управління країною.
Під час весняного семестру 2001 року Вікторія завершила програму навчання спільно зі Шведським агентством з питань міжнародної співпраці та розвитку (SIDA). Після чого, в червні того ж року, проходила стажування в ООН у Нью-Йорку, а восени — в офісах Шведської торгової організації в Берліні і Парижі.
У 2003 році служила три тижні у шведській армії
Восени 2004 прослухала курс лекцій з політології з акцентом на врегулювання міжнародних конфліктів в Національному оборонному коледжі (швед. Försvarshögskolan, FHS) в Стокгольмі.
У 2006–2007 за спеціальною програмою працювала дипломатом у Міністерстві закордонних справ Швеції, де здобула знання про роботу міністерств, шведської зовнішньої політики і зовнішньої політики безпеки.
У 2007 вивчала французьку мову і проходила стажування в шведському представництві ЄС. Говорить шведською, англійською, французькою і німецькою мовами.
У червні 2009 закінчила Уппсальський університет зі ступенем бакалавра гуманітарних наук.

## Королівські обов'язки
Як спадкоємиця королівського престолу, Вікторія виконує роль регента у випадках, коли Карл XVI Густаф не може виконати свої обов'язки як глави держави і монарха. Такі обов'язки, зокрема, включають офіційні візити, представляти Швецію та королівську родину під час громадських заходів; також Вікторія керує своєю власною програмою, в рамках якої надає допомогу у врегулюванні міжнародних конфліктів, бере участь у міжнародній миротворчій діяльності та надає підтримку інвалідам.
У серпні 2008 вперше виступала як голова Консультативної ради на позачерговому засіданні з питання війни в Грузії.

## Особисте життя
Вікторія давно відмовилася афішувати своє особисте життя, вона часто потрапляє під обговорення преси, яка приписує їй різні романи. Офіційно вона підтвердила тільки два з них, і продовжилися вони значний час.
Її першим хлопцем був Даніель Коллерт. Вони навчалися в одній школі, були друзями з дитинства, були в одних соціальних колах. Їхній роман був в 1990-х, і після того, як Вікторія переїхала в США для продовження навчання в 1998, Коллерт пішов за нею і вони деякий час проживали разом у Нью-Йорку.
У вересні 2000 Вікторія офіційно підтвердила свої відносини з Коллеротом в своєму інтерв'ю для ЕКСПО-2000, а пізніше було отримано підтвердження від тодішнього директора Департаменту інформації і друку при королівському дворі Єлизавети Таррас-Уолберг. Але незабаром, у 2001 році, вони розлучилися.
У травні 2002 шведська газета Expressen повідомила, що у Вікторії роман з її особистим спортивним тренером Даніелем Вестлінгом. Ці відносини довго не підтверджувалися і пара не з'являлася перед камерами, але в липні 2003 року вони з'явилися разом на дні народження Кароліни Крюгер, близької подруги Вікторії.
Чутки про їхнє весілля з'явилися в 2009 році. Згідно з положеннями шведського закону про престолонаслідування, уряд має затвердити шлюб принцеси або принца Швеції. В іншому ж випадку, принц чи принцеса втрачають своє право на престол. 24 лютого 2009 було отримано дозвіл, і весілля відбулася 19 червня 2010 року, в 34-ту річницю одруження батьків принцеси. На весіллі були присутні близько 1200 гостей, включаючи королівських осіб і державних діячів з різних країн, які були присутні на церемонії, яка відбулася в Стокгольмському соборі, а весільний бенкет був проведений в Королівському Палаці. Також напередодні пройшов гала-концерт в Стокгольмському концертом залі, присвячений нареченим. Більше півмільйона шведів зустрічали прапорами весільний кортеж кронпринцеси під час прямування від церкви до замку. Популярність Вікторії після весілля значно виросла і соціальні опитування показують, що її підтримує 70 % шведів і тільки 16 % хотіли б відмовитися від її правління в майбутньому.
17 серпня 2011 шведський королівський двір підтвердив інформацію про те, що принц Даніель і кронпринцеса Вікторія очікують народження дитини в березні 2012.
23 лютого 2012 Вікторія у віці 34 років народила доньку Естель, герцогиню Естерготландську, що займає друге місце в порядку престолонаслідування після її матері. 2 березня 2016 року у кронпринцеси Вікторії та принца Даніеля народився син Оскар, герцог Сконе. Він займає третє місце в порядку престолонаслідування після своєї сестри Естель, герцогині Естергетландської.

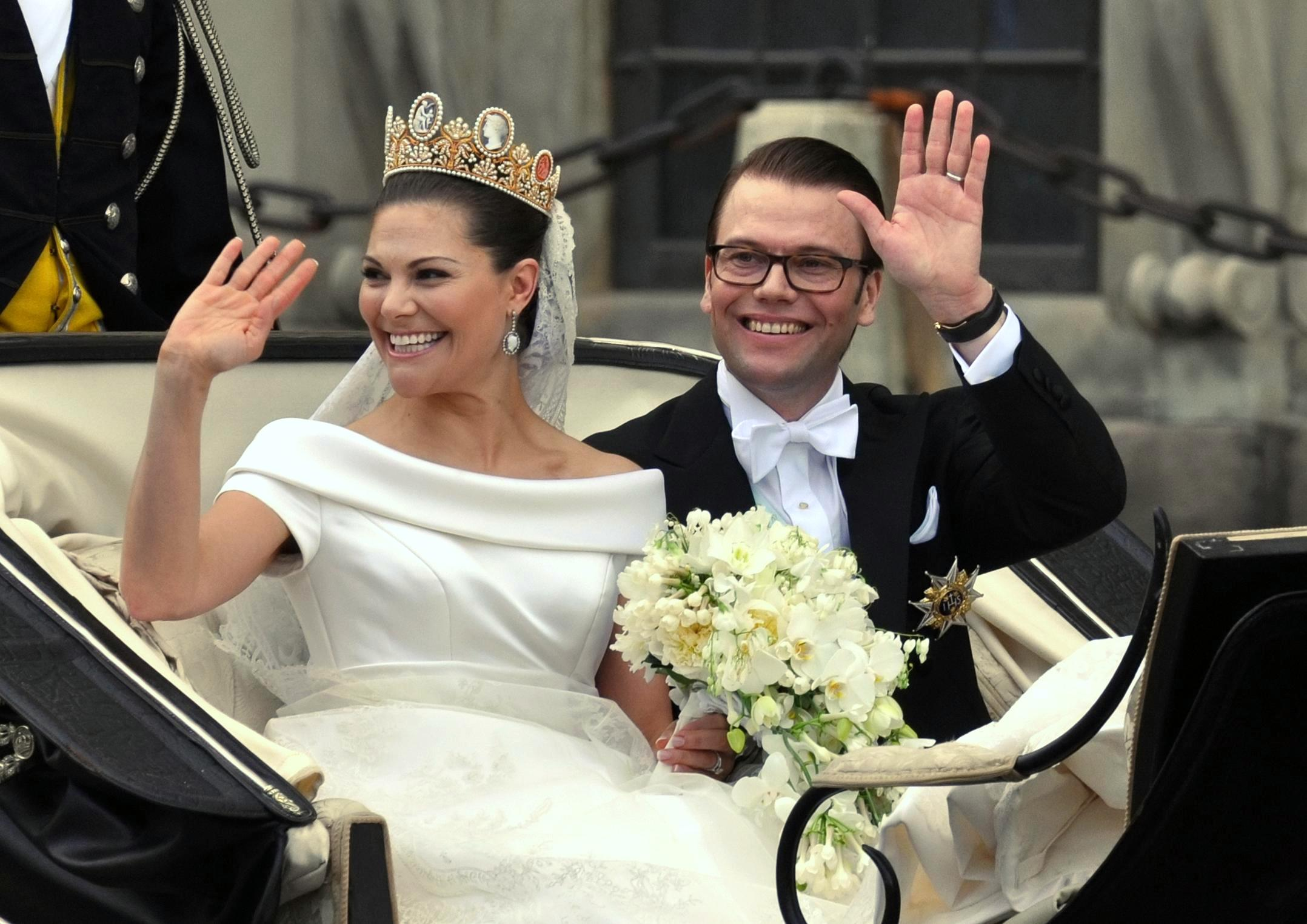
Кронпринцеса Вікторія зі своїм чоловіком Даніелем герцогом Вестерготландським

## Нагороди
- Орден Серафимів (14 липня 1995 р., Швеція);
- Орден Слона (14 червня 1995 р., Данія)[11];
- Орден Святого Олафа (1995 р., Норвегія);
- Орден Великого князя Литовського Гядімінаса (21 листопада 1995 р., Литва)[12];
- Орден Білої троянди Фінляндії (1996 р.);
- Орден Леопольда I (2001 р.);
- Вищий Орден Хризантеми (Японія);
- Орден Пошани (2008 р., Греція);
- Орден Білої зірки (2011 р., Естонія)[13]